# Badacsony (vignoble)
Badacsony est une région viticole hongroise située dans le comitat de Veszprém et la région naturelle de Badacsony. Le vin qui y est produit est le Badacsonyi Szürkebarát.